# Bruno Rehbein
Bruno Antonio Rehbein Nannig (Osorno, Chile, 8 de abril de 1992) es un jinete chileno de rodeo. Fue campeón nacional de Chile junto a su padre Juan Antonio, después de ganar el Campeonato Nacional de Rodeo de 2017. Se convirtieron en la segunda collera compuesta por un padre e hijo en ser campeones y los primeros del siglo XXI. Después de su título fue seleccionado como el mejor jinete joven de la Asociación Llanquihue y Palena.

## Campeonatos nacionales
| Año  | Collera              | Caballos               | Puntaje | Asociación |
| ---- | -------------------- | ---------------------- | ------- | ---------- |
| 2017 | Juan Antonio Rehbein | "Buen Tipo" y "Onofre" | 40      | Llanquihue |